# Ливелацо (Бреша)
Ливелацо је насеље у Италији у округу Бреша, региону Ломбардија.
Према процени из 2011. у насељу је живело 39 становника. Насеље се налази на надморској висини од 84 м.